# Jorge Banguero
Jorge Eliécer Banguero Viafára (ur. 4 października 1974 w Cali) – piłkarz kolumbijski grający na pozycji defensywnego pomocnika.

## Kariera klubowa
Karierę piłkarską Banguero rozpoczął w klubie Deportivo Pasto. W 1999 roku zadebiutował w jego barwach w pierwszej lidze kolumbijskiej. W 2000 roku przeszedł do Realu Cartagena, gdzie występował przez półtora roku. Z kolei w połowie 2001 roku trafił do Deportes Tolima, w którym grał przez pół roku.
W 2002 roku Banguero został piłkarzem Amériki Cali. W tym samym roku wywalczył z nią mistrzostwo Kolumbii fazy Apertura. W 2006 roku występował w Millonarios FC, a w 2007 roku ponownie w Américe Cali. Przez cały 2008 roku był piłkarzem klubu Atlético Junior, a w 2009 roku zanotował swój drugi powrót do Amériki Cali.
| Sezon | Klub            | Kraj     | Rozgrywki    | Mecze | Bramki |
| ----- | --------------- | -------- | ------------ | ----- | ------ |
| 1999  | Deportivo Pasto | Kolumbia | Copa Mustang | 4     | 0      |
| 2000  | Real Cartagena  | Kolumbia | Copa Mustang | 39    | 5      |
| 2001  | Real Cartagena  | Kolumbia | Copa Mustang | 21    | 1      |
| 2001  | Deportes Tolima | Kolumbia | Copa Mustang | 22    | 2      |
| 2002  | América Cali    | Kolumbia | Copa Mustang | 47    | 5      |
| 2003  | América Cali    | Kolumbia | Copa Mustang | 15    | 1      |
| 2004  | América Cali    | Kolumbia | Copa Mustang | 32    | 2      |
| 2005  | América Cali    | Kolumbia | Copa Mustang | 37    | 5      |
| 2006  | Millonarios FC  | Kolumbia | Copa Mustang | 26    | 0      |
| 2007  | América Cali    | Kolumbia | Copa Mustang | 28    | 2      |
| 2008  | Atlético Junior | Kolumbia | Copa Mustang | 17    | 0      |
| 2009  | América Cali    | Kolumbia | Copa Mustang | 13    | 1      |
| 2010  | América Cali    | Kolumbia | Copa Mustang | 28    | 0      |
| 2011  | América Cali    | Kolumbia | Copa Mustang |       |        |

## Kariera reprezentacyjna
W reprezentacji Kolumbii Banguero zadebiutował w 2002 roku. W 2007 roku został powołany do kadry na Copa América 2007. Tam wystąpił w 2 meczach: z Argentyną (2:4) i ze Stanami Zjednoczonymi (1:0).